# Ситная (Воронежская область)
Ситная — деревня в Рамонском районе Воронежской области.
Входит в состав Карачунского сельского поселения.

## История
Основана в конце XVI века служилым человеком Остаповым. Под данным именем деревня упоминается впервые в Писцовой книге 1629 года, где сказано: «Стан Карачунский, деревня Остапово... Ситная тож... на реке Воронеж». В 1670 году крестьяне деревни участвовали в строительстве стен крепости Воронеж.
В 1859г. в деревне в 25 дворах проживало 219 человек. В 1900г. население составляло 207 жителей. Было 29 двора. Кроме того, при Ситной были усадьбы Снежкова «Ситное» с населением 14 человек, Аксенова с населением 14 человек.

## География
Расположена на правом берегу реки Воронеж, выше по течению относительно с.Глушицы.
В деревне имеется одна улица — Центральная.

## Население
| 2010 |
| ---- |
| 24   |